# W61PT
W61PT（だぶりゅ ろくいちぴーてぃー）は、韓・パンテック（輸入発売元・パンテックワイヤレスジャパン）が日本国内向けに開発した、auブランドを展開するKDDIおよび沖縄セルラー電話の第3/3.5世代移動通信システム（CDMA 1X WIN、後のau 3G）対応携帯電話である。

## 特徴
韓・パンテック社にとって初めてのCDMA 1X WINシリーズでの発売。実質的にLGテレコム向けIM-S315Lの日本向け仕様にあたる。主に20～30歳代の女性ユーザーを対象にしたスリムでコンパクトなスライド式端末でアクセサリー感覚のコンパクトサイズになっておりダイヤモンドパターンのキーが特徴的なデザインである。また同社の日本向けの端末としては初めてのEZアプリ（BREW）対応端末となっており、同社製の同キャリア向けのフィーチャーフォンとしては最初にして最後の「LISMO Music」に対応した機種でもある。

## 使用上の注意点
このW61PTは充電兼用データ通信用コネクタが平型イヤホン端子と共用のため、本機専用のコネクタ接続用変換アダプタが付属する。この変換アダプタを紛失するとau携帯電話用のACアダプターか車載用DCカーアダプターを接続して充電、もしくはCDMA 1X WIN専用のUSB通信ケーブルを用いてパソコンに接続しデータ通信、並びに「au Music Port」および「LISMO Port」などが利用不可能となるので注意が必要である。

## 沿革
- 2008年1月28日 KDDI、およびパンテックワイヤレスジャパンより公式発表。
- 2008年3月6日 沖縄地区にて発売。
- 2008年3月8日 北海道地区、東北地区、北陸地区、関東地区にて発売。
- 2008年3月11日 関西地区にて発売。
- 2008年3月12日 中部地区にて発売。

## 対応サービス
- au Smart Sports（アプリのダウンロードが必要）
- LISMO Music（EZ「着うたフル」 & LISMOビデオクリップ）
- EZナビウォーク（声de入力・3D対応）
- EZ助手席ナビ
- 安心ナビ
- 災害時ナビ
- 緊急通報位置通知
- EZチャンネルプラス
- EZケータイアレンジ
- PCサイトビューアー
- EZアプリ(BREW)(オープンアプリプレイヤー対応)
- デコレーションメール
- ラッピングメール
- 赤外線通信(IrSimple)

ほか